# 헌터스 (2009년 텔레비전 프로그램)
《헌터스》는 MBC에서 방영된 예능 프로그램 《일요일 일요일 밤에》의 한 코너이다. 프로젝트 I에서는 천적이 멸종되며 개체수가 기하급수적으로 늘어나 농가와 민가에 심각한 피해를 끼치는 멧돼지를 사냥해 개체 수를 줄이자는 취지의 프로그램이었으나 시민단체 등의 비판으로 인하여 프로젝트Ⅰ을 4주 만에 중단하고, 2010년 1월 3일부터는 프로젝트Ⅱ 《생태구조단 헌터스》- 에코하우스를 진행하였다. 에코하우스에서는 지구 온난화로 인해 파괴된 생태계 회복을 위한 프로젝트를 목표로 재생 에너지 사용, 폐기물 재활용 등을 주 내용으로 한다.
헌터스는 2010년 3월 21일 방송을 끝으로 종영했다.

## 출연진
- 이휘재
- 박명수
- 정용화
- 천명훈
- 박휘순
- 유세윤
- 장동민
- 유상무
- 우승민

### 특별 출연
- 장미란
- 씨엔블루
- 양진석
- 레인보우
- 하땅사 팀.

## 관련 논란
동물보호단체와 시민단체들은 개체수 조절에 대한 논의가 배제된 상황에서 아이들이 주로 시청하는 시간에 동물을 직접 사냥하는 장면을 보여준다면 생명관이 왜곡되고 동물을 포함한 소중한 생명의 죽음이 사회적 무감각을 더욱 심화시킬 것이라며 헌터스 제작ㆍ방송을 중단하라고 요구했고 이에 헌터스 제작진은 이러한 환경단체의 의견을 수용하여 기존의 멧돼지를 잡는 프로젝트Ⅰ의 형식을 4주 만에 폐지하고 새로운 형식의 프로젝트Ⅱ를 방영했다. 프로젝트Ⅱ의 명칭은 《대한민국 생태 구조단 헌터스》 프로젝트Ⅱ - '에코하우스'이며 여기서는 재생 에너지 사용 등 생태계 보호를 위한 탄소 절약을 방법을 찾는 형식이었다.

## 경쟁 프로그램
- 일요일이 좋다
  - 패밀리가 떴다 (1부 프로그램)
  - 골드미스가 간다 (경쟁 프로그램)
- 해피선데이
  - 남자의 자격 (1부 프로그램)
  - 1박 2일 (경쟁 프로그램)
- 일밤
  - 단비 (1부 프로그램)
  - 우리 아버지 (2부 프로그램)